# Madame Brouillard
Virgínia Rosa Teixeira, mais conhecida pelo nome profissional de "Madame Brouillard" (9 de Novembro de 1852 — 4 de Setembro de 1925), foi uma famosa quiromante e fisionomista portuguesa que se estabeleceu no Chiado, em Lisboa, no início do século XX. Figura pública lisboeta, também conhecida como a "Pitonisa do Chiado", fez uma grande fortuna e distinguiu-se como importante benemérita na sua terra natal, Vila Real.

## Biografia
Virgínia Rosa Teixeira nasceu no lugar de Vila Nova da freguesia de Folhadela, em Vila Real, aos 9 de Novembro de 1852. Filha de Luciano José Teixeira, natural de Folhadela e de ascendência galega, e de Maria Teixeira, da freguesia de Arroios. Tinha quatro irmãos: Manuel (nascido em 1847), António (1850), Luís (1856), e Maria (que depois tomou o nome de Margarida) (1859) — os dois primeiros devem ter falecido novos e sem descendência. Foi baptizada no dia 21 desse mês, na Igreja de Santiago de Folhadela.
Pouca informação subsiste das suas três primeiras décadas de vida; embora refira, mais tarde, que empreendeu muitas viagens, não se encontram registos de passaporte ou marcas da sua passagem no estrangeiro. Em entrevista concedida à Ilustração Transmontana, em 1910, Virgínia Rosa Teixeira revela que foi casada com uma grande figura espanhola que não quis identificar e com quem foi para Espanha, tendo depois assumido a sua profissão seguindo um dom natural que se lhe revelou desde criança. Conta ainda, na mesma entrevista que correu "todo o velho e o novo mundo" no desempenho da sua profissão: viveu na Rússia e na Inglaterra (onde terá estado ao serviço da polícia, colaborando para desvendar muitos crimes), na França, nos Estados Unidos; daí o falar o inglês, o francês, o italiano, o espanhol e alguma coisa de russo.
Sobre esta fase da sua vida, sobre a qual pouca documentação existe, existem dois relatos diferentes (nenhum deles totalmente isento) publicados em 1911, respectivamente, pelo jornal lisboeta A Capital e pelo jornal regional O Vila-Realense: o primeiro terá sido usado para lhe mover feroz perseguição por parte dum grupo, liderado por Adelaide Cabete, de feministas republicanas e pela maçonaria; o segundo era editado por Estanislau Correia de Matos, seu admirador indiscutível, sob a forma de "biografia autorizada".
O período mais estável e conhecido da sua vida inicia-se em 1888, ano em que contrai matrimónio com Daniel Amílcar Barcínio de Campos, na Igreja de Santa Engrácia, ela com 35 e ele com 18 anos de idade; serviu de testemunha Augusto Bobone, fotógrafo da Casa Real e director do Atelier Fillon. O casamento não durou muitos anos, e a separação deu-se ainda antes do final do século XIX: o divórcio, autorizado por sentença do Juízo de Direito da 2.ª Vara Cível da Comarca de Lisboa em 18 de Fevereiro de 1911, baseou-se na separação de facto havia já mais de 10 anos; por esta altura, em 1911, Virgínia Rosa Teixeira vivia já em união de facto com Albino David Martins, administrador de uma loja de mercearia fina na Rua do Carmo, no Chiado, que se tornou seu companheiro durante cerca de duas décadas.

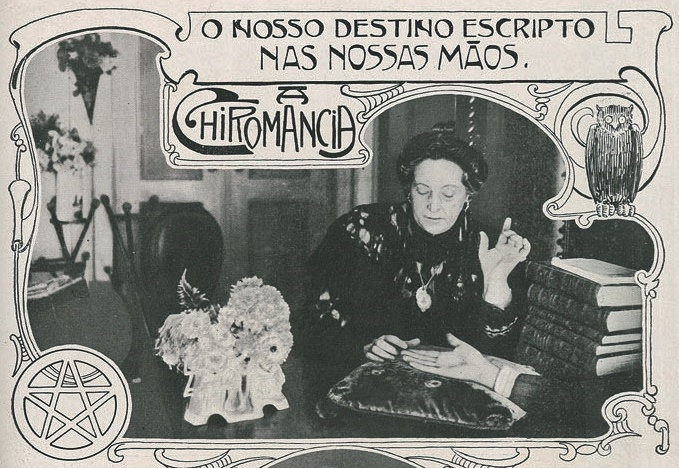
Madame Brouillard no seu consultório; fotografia publicada na revista Illustração Portugueza, 1909

Antes de abrir o consultório que a notabilizou, Virgínia Rosa Teixeira era já uma grande proprietária rentista em Lisboa. A inauguração do seu gabinete na Rua do Carmo, nº 43 sobre-loja, teve lugar no final do ano de 1905. Ao longo dos 16 anos que se seguiram, Madame Brouillard (palavra francesa que significa "nevoeiro") aí deu consultas e inaugurou um novo estilo de relacionamento com a imprensa: as suas campanhas de imagem eram agressivas, e os anúncios aos seus serviços eram publicados em revistas e jornais assiduamente, com raras interrupções. A partir de 1908, Madame Brouillard passa também a publicitar um livro de sua autoria, publicado no ano anterior, intitulado Livro de Madame Brouillard: Divinação do Passado, Presente e Futuro (pelo preço de 1$000 réis) e um "sabonete finíssimo", receita sua, que "tira as sardas e aformoseia a pelle". Quer o livro, quer o sabonete, só podiam ser adquiridos no seu consultório.
O seu consultório era um espaço acolhedor: segundo Carlos Malheiro Dias, a porta era aberta por uma anã, e uma descrição publicada na Ilustração Transmontana, em 1910, fala de um espaço coberto de passadeiras, potiches com flores, brises-bises, e muita clientela na sala de espera. Foi neste ambiente que Madame Brouillard passou a ser a vidente das elites sociais e culturais de Lisboa no período final da Monarquia Constitucional; aconselhava banqueiros, amantes, ministros — segundo relatos coevos, o primeiro-ministro João Franco era um cliente habitual.
D. Virgínia Rosa Teixeira faleceu em Lisboa, sem ascendentes nem descendentes, em 4 de Setembro de 1925, aos 73 anos de idade, vítima de aortite provocada por doença arterial generalizada. Em testamento deixou a sua fortuna em favor de instituições de caridade da sua terra natal (União Artística Vila-Realense, Asilo da Primeira Infância Desvalida, Associação Humanitária dos Bombeiros Voluntários de Salvação Pública de Vila Real, Asilo dos Velhinhos de Vila Real, Enfermaria de Santa Bárbara do Hospital de São José, em Lisboa, e até a uma escola por si fundada, a Escola Madame Brouillard), facto que levou os seus irmãos sobrevivos e excluídos da herança, Luís Teixeira Pinto e Margarida Teixeira, a tentar interditar judicialmente a irmã e a anular o testamento, o que não conseguiram fazer.
Conforme seu desejo, o cadáver de Madame Brouillard foi transportado de Lisboa para Vila Real e sepultado na sua capela-jazigo do Cemitério de São Dinis, ao lado de sua mãe.